# Wilhelm Le Beau
Wilhelm August Le Beau (* 2. Juli 1820 in Rastatt; † 14. Oktober 1896 in Baden-Baden) war ein preußischer Generalmajor.

## Leben

### Herkunft
Seine Eltern waren der badische Oberst Philipp Le Beau (1790–1850) und dessen Ehefrau Henriette, geborene Peterson.

### Militärkarriere
Le Beau besuchte das Lyzeum in Rastatt sowie das Polytechnikum in Karlsruhe. Am 1. April 1837 trat er als Freiwilliger in das Leib-Infanterie-Regiment der Badischen Armee ein und wurde Ende Februar 1840 unter Beförderung zum Leutnant in das 1. Infanterie-Regiment versetzt. Zwei Jahre später folgte seine Versetzung in das 3. Infanterie-Regiment sowie Ende August 1844 seine Beförderung zum Oberleutnant. Infolge der Badischen Revolution wurde Le Beau am 23. August 1849 zunächst pensioniert, aber bereits am 4. März 1850 wieder reaktiviert und im 2. Infanterie-Bataillon angestellt. Von Anfang November 1850 bis Mitte Juni 1852 war er im 7. und anschließend im 4. Infanterie-Bataillon tätig, bevor man ihn am 22. Oktober 1852 als Hauptmann und Kompaniechef in das 2. Infanterie-Regiment versetzte. Nach einer Verwendung im 3. Infanterie-Regiment und im Stab des 3. Füsilier-Bataillons wurde Le Beau am 16. Februar 1861 als Major und unter Ernennung zum Adjutanten des Kriegsministers in das 2. Infanterie-Regiment „König von Preußen“ rückversetzt. Anfang Mai 1862 erfolgte seine Versetzung in das Kriegsministerium.
Während des Krieges gegen Preußen stieg Le Beau Anfang Juni 1866 als Oberstleutnant zum Chef der ökonomischen Abteilung auf und avancierte Mitte März 1868 zum Oberst. Nach dem Krieg gegen Frankreich und der Militärkonvention wurde er am 15. Juli 1871 mit einem Patent zu seinem Dienstgrad vom 20. Juni 1869 in den Verband der Preußischen Armee übernommen und dem Kriegsministerium in Berlin aggregiert. Er gehörte der Kommission zur Abwicklung der Geschäfte des ehemaligen Badischen Kriegsministeriums an. Anlässlich des Ordensfestes erhielt er im Januar 1873 den Roten Adlerorden III. Klasse mit Schleife sowie am 16. Mai 1873 das Kommandeurskreuz II. Klasse des Ordens vom Zähringer Löwen mit Eichenlaub. Unter Verleihung des Charakters als Generalmajor wurde Le Beau am 6. Dezember 1873 mit Pension zur Disposition gestellt. Er starb am 14. Oktober 1896 und wurde auf dem Stadtfriedhof in Baden-Baden beigesetzt.

### Familie
Le Beau heiratete am 10. Februar 1849 Karoline Barack (1828–1900), eine Tochter des Regierungsrates Michael Barack († 1863) und Schwester des Dichters Max Barack. Sie hatten eine Tochter, die Pianistin und Komponistin Luise Adolpha Le Beau (1850–1927).